# Clyde Hefer
Clyde Hefer, né le 12 avril 1961, est un rameur d'aviron australien. 

## Carrière
Clyde Hefer a participé aux Jeux olympiques de 1984 à Los Angeles. Il a remporté la médaille de bronze  avec le huit australien composé de Craig Muller, Samuel Patten, Timothy Willoughby, Ian Edmunds, James Battersby, Ion Popa, Stephen Evans et Gavin Thredgold.